# La Forge (union littéraire)
Pour les articles homonymes, voir La Forge.
La Forge (russe : Кузница, Kouznitsa) est une association littéraire active à Moscou de 1920 à 1932. Elle est à partir de 1928 une composante de l'Union pan-soviétique des associations d'écrivains prolétariens (VOAPP).

## Historique
À l'origine l'association la Forge est composé d'« écrivains prolétariens », qui ont quitté en janvier 1920 le Proletkoult. Parmi eux, Serqueï Obradovitch (ru), Mikhaïl Guerassimov, Vassilli Aleksandrovitch (ru), Grigori Sannikov (ru). Plus tard, ils sont rejoints par Semion Rodov (ru), Vladimir Kirillov, Nikolaï Poletaïev (ru), S. Casino, Ivan Filiptchenko (ru), Gueorgui Nikiforov (ru), et Fiodor Bassiounine (Kamanine). En mai 1920, ils fondent le journal La Forge (ru) et ils retiennent en décembre 1920 ce nom pour leur groupe.
Dès sa création, le groupe s'oppose aux tendances et écoles littéraires d'avant la révolution, notamment le Symbolisme, le Futurisme, et l'Imaginisme. Il se prononce dans ses manifestes pour la primauté de la littérature de classe, prolétarienne, l'extirpation des contenus « bourgeois » de la poésie, le respect du cadre formel dans la versification, et pour une expression authentique de l'esprit prolétarien. L'artiste-prolétaire devient médium de sa classe. La rhétorique de la Forge est complètement idéologique. Cependant, elle ne reconnaît pas au parti communiste la direction de la culture. Les écrivains de la Forge rejettent la NEP, et dénoncent une politique de trahison des principes de la révolution mondiale.
Le groupe prétend à un rôle de premier plan dans le développement de la nouvelle culture prolétarienne de la culture et à son initiative, le 1er congrès russe des écrivains prolétariens est convoqué du 18 au 21 octobre 1920. Ce congrès crée l'Association pan-russe des écrivains prolétaires et élit un conseil d'administration dont plus de la moitié est constituée de membres de la Forge.
Cependant, à partir de 1923, commence une période de scissions et de déclin. En décembre 1922, Semion Rodov, Alekseï Dorogoïtchenko (ru) et Sergueï Malachkine (ru) quittent la Forge pour organiser une nouvelle association d'écrivains prolétariens, Octobre, qui supplante bientôt la Forge dans sa position de leader. En novembre 1923 Mikahaïl Guerasimov et Vladimir quittent le groupe et également le parti communiste. À cette époque, le président du conseil d'administration de la Forge est G. Iakoubovski, et la direction comprend les romanciers Fiodor Gladkov, Vladimir Bakhletiev, Nikolaï Liachko (ru), Pavel Nizovoïr (ru), et Alexeï Novikov-Priboï.
En 1924, la Forge fait bloc avec le Passage d'Alexandre Voronski, et tient une conférence conjointe contre l'Association moscovite des écrivains prolétariens (MAPP). Au début de l'année 1925, elle change radicalement de position, s'engageant aux côtés de la MAPP lors de la conférence pan-soviétique des écrivains prolétariens. En 1928, elle tente de créer une organisation de masse, capable de rivaliser avec l'association russe des écrivains prolétariens (RAPP), et tous les groupes régionaux sont réorganisés dans des sociétés pan-soviétiques des écrivains prolétariens de la Forge. La RAPP sort vainqueur en 1929 de ce conflit, et, en décembre 1929, le conseil central de la Forge se soumet, à certaines conditions. À la fin de 1930, la Forge est scindée en deux organisations : le groupe moscovite, dirigée par Bakhmetiev, et la Nouvelle Forge dirigée par Ivan Jigoï (ru). Toutes deux sont des composantes de la RAPP.
La Forge se réunissait le jeudi au 33, Starokoniouchenny pereoulok (ru), à Moscou. Elle invitait à ces réunions les autres groupes littéraires de Moscou. Elle a publié dans les années 1920 les journaux La Forge (ru), Le Journal pour tous (ru), Le journal ouvrier (ru), L'Avant-garde prolétarienne.
Selon l'historien allemand Wolfgang Kasack :

« Le principal thème des poètes de la Forge est l'idéalisation du travail et du prolétariat, des métaux et des machines. Sa prose est plus variée, mais d'une qualité cependant assez faible. »